# Zheng Zu
Zheng Zu (conocido originalmente como Fu Manchú) es un supervillano que aparece en los cómics estadounidenses publicados por Marvel Comics. Basado en el personaje Fu Manchú de Sax Rohmer, es el líder de la organización criminal Sociedad de las Cinco Armas y el padre y archienemigo de Shang-Chi.
El personaje debutó en Special Marvel Edition # 15 (con fecha de portada de diciembre de 1973) en la Edad de Bronce de los cómics, bajo el nombre de "Fu Manchú", basado en el personaje de Sax Rohmer del mismo nombre y adaptado a Marvel Comics por Steve Englehart y Jim Starlin. Debido a que Marvel perdió los derechos del personaje de Fu Manchú en 1983, el personaje fue conocido simplemente como "el padre de Shang-Chi" y por varios alias durante las décadas siguientes, antes de que su nombre fuera cambiado a "Zheng Zu" en 2010.
Tony Leung retrata a un personaje parcialmente inspirado por Zheng Zu llamado Xu Wenwu en la película de superhéroes de Marvel Studios Shang-Chi y la leyenda de los Diez Anillos (2021), ambientada en el Universo cinematográfico de Marvel.

## Historial de publicaciones
A principios de la década de 1970, el escritor Steve Englehart y el artista Jim Starlin se acercaron a Marvel Comics para adaptar la serie de televisión Kung Fu a un cómic, ya que la empresa matriz de DC, Warner Communications, poseía los derechos de la serie. Luego, el dúo se acercó a Marvel Comics con la idea de crear un cómic original centrado en el kung fu. El editor en jefe Roy Thomas estuvo de acuerdo, pero solo si incluirían al villano pulp de Sax Rohmer, el Dr. Fu Manchú, ya que Marvel había adquirido previamente los derechos del cómic del personaje. Englehart y Starlin desarrollaron a Shang-Chi, un maestro de kung fu y un hijo previamente desconocido del Dr. Fu Manchú. Fu Manchú apareció por primera vez en Special Marvel Edition # 15 (diciembre de 1973). Fue creado por Sax Rohmer y adaptado a Marvel Comics por Steve Englehart, Al Milgrom y Jim Starlin. Después de que expiró la licencia de Marvel con el patrimonio de Rohmer, Master of Kung Fu fue cancelado en 1983. En algunas de sus apariciones modernas, se menciona a su malvado padre en términos crípticos o usando una variedad de nombres nuevos. En Secret Avengers # 6-10 de 2010, el escritor Ed Brubaker eludió oficialmente todo el problema a través de una historia en la que el Consejo de la Sombra resucita una versión zombificada del Dr. Fu Manchu, solo para descubrir que "Dr. Fu Manchu" era solo un alias y que El verdadero nombre del padre de Shang-Chi era Zheng Zu (Chino: 鄭祖); en este arco, la organización de Zheng Zu se llama Hai-Dai. La media hermana de Shang-Chi, Fah Lo Suee, más tarde pasó a llamarse Zheng Bao Yu en The Fearless Defenders #8 de 2013, escrita por Cullen Bunn.
En 2020, Shang-Chi protagonizó una miniserie homónima de cinco números escrita por el autor sinoestadounidense Gene Luen Yang con arte de Dike Ruan y Philip Tan. En la miniserie, se revela que Si-Fan y Hai-Dai eran nombres utilizados por la Sociedad de las Cinco Armas. Se dice que está entre los cinco hijos de Zheng Zu, cada uno manda en una casa y de entre ellos, el líder supremo, Shang-Chi, campeón de la Casa de la Mano Mortal, es elegido por el padre, pero su hermana Zheng Shi-Hua, Sister Hammer toma la iniciativa después de la muerte de su padre, en la miniserie, no se menciona a Zheng Bao Yu, Shi-Hua puede verse como el reemplazo de Bao Yu en el origen de Shang-Chi. Shang-Chi protagonizó una nueva serie en curso de Yang y Ruan en 2021, con Marcus To reemplazando a Ruan en el noveno número. Tras el lanzamiento de la película Shang-Chi y la leyenda de los Diez Anillos (2021) de Marvel Cinematic Universe, Yang incorporó varios conceptos introducidos en la película en el mito de Shang-Chi, incluido el personaje Jiang Li como la verdadera madre de Shang-Chi. quien se basó en la madre de Shang-Chi, Ying Li, retomando a la madre estadounidense blanca de Shang-Chi y su herencia mestiza, que, como en la película, provino del reino celestial Ta Lo, que fue previamente presentado por los escritores Mark Gruenwald, Ralph Macchio y el artista Keith Pollard en Thor #310 (1980); y las armas de los Diez Anillos. Al igual que Wenwu, Zheng Zu invadió Ta Lo y se enamoró de Li, con quien tuvo dos hijos.

## Biografía ficticia
Nacido durante la Dinastía Qing, Zheng Zu obtuvo su educación en el monasterio tibetano de Rach, donde aprendió artes marciales, conocimientos arcanos y todas las disciplinas científicas conocidas. Llegando a ser muy respetado en su monasterio, Zheng Zu fue considerado parte de su hermandad hasta el día en que se fue para compartir sus dones con el mundo. Un poderoso hechicero por derecho propio, Zu, junto con su hermano menor Zheng Yi y sus cinco discípulos, los Guerreros Mortales, formaron la Sociedad de las Cinco Armas para proteger a China. Su inspiración fueron las armas del reino de Ta-Lo, los legendarios cinco conjuntos de armas celestiales: un martillo (martillo), dos espadas (sable), nueve dagas (daga), tres bastones (bastón) y diez anillos (mano).
En una de esas misiones, los Hermanos Hechiceros y los Guerreros Mortales protegieron la Prefectura Tianjin de Fin Fang Foom. El Anciano, un compañero hechicero y amigo, proporcionó a los hermanos los Ojos del Dragón, un par de piedras que otorgaban longevidad y vigor al tiempo que requerían el sacrificio de otro. Para 1860, los hermanos habían envejecido décadas más allá de su esperanza de vida natural mediante el uso de hechizos de longevidad y, como resultado, se habían debilitado. Durante la segunda guerra del Opio, la Sociedad luchó contra las fuerzas británicas, pero fue derrotada por Dormammu y los Seres sin Mente convocado por el hechicero británico Barón Harkness, resultando en la muerte de los Guerreros Mortales. Zu intentó usar los Ojos del Dragón para salvar al Yi herido de muerte a costa de su propia vida, pero no queriendo gobernar la Sociedad solo, Yi revirtió el hechizo, otorgándole a Zu la inmortalidad y restaurando su juventud, dándole el poder de derrotar a las fuerzas británicas combinadas. Tras la muerte de su hermano y los Guerreros Mortales, Zu dirigió la Sociedad solo, estableciendo cinco casas en su honor. Sin la guía de su hermano, Zu perdió el rumbo, volviéndose cada vez más amargado y despiadado. Después de perder una de las casas durante la Rebelión de los Bóxers, Zu renunció a su país y seguidores por su debilidad percibida y mintió sobre la muerte de su hermano, alegando que lo mató por ser también débil y robó su energía espiritual para aumentar la suya. Posteriormente, Zu trasladó cuatro de las cinco casas de la Sociedad a países extranjeros dentro de la Alianza de las Ocho Naciones para monitorear a aquellos que habían luchado contra China y la Sociedad durante el conflicto.
Durante el siglo siguiente, mientras construía su imperio criminal, Zu robaría las esencias vitales de sus parientes consanguíneos, incluidos los de numerosos descendientes que engendró para preservar su longevidad. Zu perdería la posesión de los Ojos pero creó el Elixir Vitae para prolongar su longevidad. Con el tiempo, Zu usaría muchos alias para él y la Sociedad, eligiendo finalmente el nombre "Dr.Fu Manchú" y renombrando la Sociedad como "Si-Fan".
Cuando su hija Zheng Bao Yu era una niña, Zheng Zu le mostró la Luna, donde le dijo que algún día tendría el poder de mover un mundo para gobernar otro mundo.
Se reveló que Zheng Bao Yu había descubierto el conocimiento de la metodología de Jack el Destripador.
Más tarde, Zheng Zu tomó a la mujer Mara Ling como su esposa como parte de un matrimonio arreglado, a pesar de que amaba a un arquero ciego llamado Li.
Zheng Zu descubrió la existencia del reino celestial de Ta Lo y planeó robar los Cinco Juegos de Armas Celestiales para reforzar la Sociedad de las Cinco Armas. Al llegar a la isla de Qilin, la puerta de entrada entre la Tierra y Ta Lo, Zu fue traicionado y dado por muerto por piratas a su servicio, pero fue rescatado por Jiang Li de los Qilin Riders, una comunidad de mortales de Ta Lo encargada por los dioses chinos de proteger el reino de las amenazas externas. Mientras lo cuidaban hasta que recuperaba la salud, Zu se enamoró de Jiang Li. Cuando el padre de Jiang Li, el Cacique Xin, descubrió la presencia de Zu en la isla, ordenó a su hija que ejecutara al intruso, pero los dos huyeron a la Casa de la Mano Mortal. Cuando descubrió que Zu dirigía una organización criminal, Jiang Li intentó dejarlo, pero Zu prometió cambiar sus malos caminos. Los dos se casaron y tuvieron dos hijos: el hijo Shang-Chi y la hija Zheng Shi-Hua. Dentro de los primeros años de su matrimonio, Zheng Zu llegó a amar genuinamente a su familia. Sin embargo, sigue Durante un ataque de Hydra contra la Casa de la Mano Mortal, Zu se volvió frío y distante con su familia, ya que sintió que su amor por ellos lo debilitaba, y reanudó sus planes para infiltrarse en Ta Lo. Xin y Jiang Li confrontaron a Zu en su torre personal, donde descubrieron que había construido un portal improvisado a Ta Lo. Mientras Zu luchaba contra su esposa y su suegro, Shang-Chi apareció en escena, justo cuando la conexión del portal con Ta Lo se desconectó y Jiang Li fue empujada accidentalmente, enviándola a la Zona Negativa. Zu y Xin se culparon mutuamente por la supuesta muerte de Jiang Li y cada uno trató de convencer a Shang-Chi para que se uniera a ellos. Shang-Chi se puso del lado de su padre y arrojó uno de los químicos de Zu a Xin' Xin denunció que Shang-Chi era tan malvado como su padre y huyó en su Qilin, Zu colocó un hechizo de memoria en Shang-Chi, haciéndolo olvidar el incidente.
Durante su infancia, Shang-Chi y Shi-Hua descubrieron accidentalmente uno de los laboratorios secretos de su padre en su retiro de Hunán. Como castigo, su padre le dijo a Shang-Chi que le había dado a Shi-Hua una muerte misericordiosa, y le explicó que el lujo de los lazos humanos era la debilidad. En verdad, envió en secreto a Shi-Hua a la Casa del Martillo Mortal en Rusia. Shang-Chi continuaría criado en aislamiento en el retiro de Hunán de su padre; Sin el conocimiento de Shang-Chi, el retiro de Hunán fue la Casa de la Mano Mortal, con Shang-Chi elegido para ser su campeón. Al igual que con Shang-Chi y Shi-Hua, su padre seleccionó a varios de sus otros hijos para que fueran criados en las otras Casas de la Sociedad como sus respectivos campeones, con la hija Zheng Zhilan y un hijo sin nombre en la Casa del Bastón Mortal en Gran Bretaña, su hijo Takeshi en la Casa del Sable Mortal en Japón y su hija Esme en la Casa del Daga Mortal en Francia. Cuando Zhilan expresó sus planes para reformar la Sociedad, Zheng Zu ordenó a Takeshi que la asesinara, quien en cambio eligió perdonarla y ayudó a fingir su muerte. Sin que ambos lo supieran, su padre ordenó su muerte debido a su condición de mutante, que Zu creía que eran amenazas coloniales.
Tony McKay y Nayland Smith luego lanzaron un ataque contra el Si-Fan, después de lo cual Zheng Zu los capturó a ambos, mató a McKay con un "líquido verde infernal" que "tomó seis segundos" para lograrlo y usó su luchador de sumo japonés. El guardaespaldas Tak para lisiar a Smith aplastándole las piernas. Más tarde, Zheng Zu le presentó la esquizofrenia a un gorila que fue utilizado como el guardián final de su cuartel general de Nueva York.
La base africana de Zheng Zu fue atacada por el ejército británico, donde murieron muchos de sus seguidores. Al encontrar a un bebé desfigurado llamado M'Nai después de encontrar también muertos a sus padres, Zheng Zu decidió que podía convertir a M'Nai en un poderoso sirviente y M'Nai se crio junto a Shang-Chi. M'Nai y Shang-Chi se volvieron inseparables, incluso se refirieron entre sí como hermanos.
Cuando Shang-Chi era un niño, escuchó de K'uei Meng que Zheng Zu tenía planes de gobernar el mundo. Cuando Shang-Chi se enfrentó a su padre, Zheng Zu lo descartó como una calumnia y Shang-Chi nunca volvió a ver a K'uei Meng.
Otro evento en la infancia de Shang-Chi es que vio a su padre agradecer a un ladrón por salvarle la vida. Años más tarde, ese mismo dacoit fue asesinado por Zheng Zu por fallar en su misión.
Cuando Shang-Chi superó a su compañero de estudios Ah Lung en combate, Zheng Zu exigió que Shang-Chi lo matara. Debido a la vacilación de Shang-Chi, Zheng Zu hizo que sus guardias mataran a Ah Lung.
Cuando Zheng Zu hizo que su alumno Sho Teng aparentemente traicionara a Shang-Chi con los agentes del M16 que estaban secretamente del lado de Zheng Zu, Zheng Zu "rescató" a Shang-Chi y mató a su líder, Death-Dragon, para ganarse la confianza de Shang-Chi.
Cuando Shang-Chi tenía 19 años, Zheng Zu envió a Shang-Chi a Londres para matar al Dr. Petrie, de quien Zheng Zu dijo que era una amenaza para la paz mundial. Shang-Chi logró matar a Petrie y fue confrontado por Nayland Smith, quien le dijo a Shang-Chi la verdad sobre su padre. Después de reunirse con su madre en Nueva York, quien confirmó las afirmaciones de Smith, Shang-Chi se abrió camino entre los guardaespaldas de Zheng Zu en su base de Nueva York, donde le dijo a su padre que ahora eran enemigos.
Más tarde, Zheng Zu envió a M'Nai, que ahora se hacía llamar Medianoche, para matar a Shang-Chi, solo para que Medianoche muriera al caerse de una grúa y su capa se enganchara en un gancho.
Zheng Zu envió a su asesino de Si-Fan, Chow Loo, para matar a Shang-Chi, solo para que Chow Loo fallara en su misión. Cuando trató de encubrirlo, Zheng Zu lo transformó en una criatura parecida a un gorila para luchar contra Shang-Chi en Los Ángeles, donde murió en la batalla.
Más tarde, Zheng Zu intentó mover la Luna de su órbita alrededor de la Tierra en un intento de mover un mundo para gobernar otro (como le había prometido a Fah Lo Suee años antes) pero fue derrotado por Shang-Chi y sus aliados.
Bajo el alias de Wang Yu-Seng, Zheng Zu planeó secuestrar a Fah Lo Suee y Shang-Chi para poner en marcha el Elixir Vitae, que ahora necesitaba la sangre de sus propios hijos para devolverlo a su pleno vigor. Con la ayuda del Death-Dealer, Zheng Zu capturó a Shang-Chi y lo mantuvo como rehén para obtener su sangre, solo para que Shang-Chi escapara. Zheng Zu llevó a Fah Lo Suee a Honan para que tomara su sangre mientras Shang-Chi lo perseguía. Para combatir a Shang-Chi, Zheng Zu desató un clon de Shang-Chi para luchar contra Shang-Chi, que terminó siendo superado por Shang-Chi y asesinado. Cuando un Zheng Zu moribundo intentó lamer la sangre del clon para salvar su vida, la fortaleza comenzó a derrumbarse a su alrededor cuando Shang-Chi dejó a su padre para enfrentar su perdición.
Decidido a librar al mundo de la mancha de su padre, Shang-Chi viajó a la isla A.I.M. para determinar cuáles eran las conexiones de su padre con A.I.M. Sus hallazgos no fueron concluyentes.
Después de la aparente muerte de Zheng Zu, su organización se dividió en facciones: Sleeping Dragon Clan (dirigido por Chiang Kai-Dong), Steel Lotus Group (dirigido por Hsien Ming-Ho), Wild Tiger Mob (dirigido por Deng Ling-Xiao) y Coiled Serpent Syndicate (dirigido por Mao Liu-Cho). Kingpin toma el control de su propia facción de Si-Fan en Hong Kong y les proporciona cibernética. Shang-Chi une fuerzas con los X-Men y Elektra Natchios contra el Si-Fan de Kingpin. Usando el nombre en clave Loto Maldito, su hija Fah Lo Suee se asoció con Deng Ling-Xiao y Wild Tiger Mob y comercializó una nueva droga llamada Wild Tiger. A pesar de que Shang-Chi derribó a la mafia Wild Tiger, ella elude la captura. Shang-Chi nunca descubre la participación de su media hermana.
Zheng Zu empleó a Zaran (Zhou Man She) para recuperar una sustancia química de A.I.M. y luego le ordenó que matara a Shang-Chi por él.
Más tarde, Zheng Zu envió a sus dacoits para ayudar a Zaran contra Shang-Chi y Marvel Knights. Aunque lograron destruir el edificio en el que se encontraba Shang-Chi, Zaran no pudo matarlo.
Usando los alias del Conde de St. Germain y el Fantasma, Zheng Zu empleó a su hijo, Moving Shadow, mientras preparaba el arma Hellfire. El MI-6 y Shang-Chi se opusieron nuevamente, y la batalla resultante destruyó el arma Hellfire.
Bajo el alias de  Han, Zheng Zu ofreció a su hija Kwai Far a Pantera Negra como posible novia. Pantera Negra rechazó esta oferta y lo ahuyentó con la ayuda de Luke Cage y Shang-Chi.
Zheng Zu finalmente murió en algún momento después de su último encuentro con su hijo. Aloysius Thorndrake del Consejo de la Sombra había resucitado parcialmente al padre de Shang-Chi, cuyo nombre real fue revelado como Zheng Zu (siendo "Fu Manchu" uno de sus muchos alias) y su organización se llama Hai-Dai, los agentes del Consejo de la Sombra están buscando los Ojos del Dragón. Max Fury (un Life Model Decoy rebelde de Nick Fury) luego informa a Aloysius que han encontrado los Ojos del Dragón. Aloysius, Max y  ninjas de Hai-Dai luego pasan a la siguiente parte del plan que implica capturar a Shang-Chi y usarlo para devolverle la vida a Zheng Zu.
El Príncipe de los Huérfanos y la Valquiria llegan a la tumba de Zheng Zu, donde encuentran a algunos agentes del Consejo de la Sombra en guardia, sabiendo que alguien vendría a la tumba. Derrotan a los agentes del Consejo de la Sombra, toman prisionero a uno de ellos y lo llevan a un lugar desconocido. Mientras tanto, Max Fury informa a Aloysius Thorndrake sobre los dos desafortunados contratiempos. Zheng Zu no está contento, ya que solo quedan dos días para completar el ritual necesario para volver a la vida. Aloysius le promete a Zheng Zu que Max Fury y John Steele se encargarán de esto.
Zheng Zu prepara el ritual que le permitirá usar la fuerza vital de Shang-Chi para resucitar. Disfrazado como un agente del Consejo de la Sombra, el Caballero Luna da la señal y los Vengadores Secretos entran en el Consejo de la Sombra. El capitán Steve Rogers lucha contra Max Fury, mientras que Valquiria lucha contra John Steele. El Príncipe de los Huérfanos interrumpe el ritual, haciendo que Zheng Zu se convierta en piedra, que luego el Príncipe de los Huérfanos hace añicos.
Con la muerte de Zu, el título de Comandante Supremo de la Sociedad de las Cinco Armas pasó a su hijo, Brother Staff. Creyendo que la Sociedad se había reducido a un "anillo de drogas glorificado" bajo el liderazgo de Staff, Shi-Hua, ahora conocida como Sister Hammer, lo desafía en la Casa del Personal Mortal en Londres a usurpar el control de la Sociedad. A pesar de que Hammer derrotó y hirió mortalmente a Staff, el espíritu de Zheng Zu selecciona a Shang-Chi como el nuevo Comandante Supremo en lugar de Hammer. Un Martillo enfurecido asume el control de la Sociedad y envía a los Guerreros del Bastón Mortal a matar a su hermano en América. Cuando Shang-Chi es envenenado por Shi-Hua, un espíritu ruinoso que se parece a Zheng Zu le ordena despertar en Francia, el mismo espíritu lo llama a la sala del santuario de la Casa. Shang-Chi, creyendo que el espíritu es de su padre, se compromete y descubre un santuario dedicado a Zheng Yi y un mapa misterioso. El espíritu revela que en realidad es Yi y desaparece antes de revelarle cualquier otra cosa a Shang-Chi. Con Takeshi y Esme, Shang-Chi localiza la tumba de Yi en Henan. Mientras Takeshi y Esme están preocupados por un monstruo guardián creado por Zu, Shang-Chi puede llegar a la tumba de Yi y conversar con su espíritu. Zheng Yi revela la verdad sobre Zheng Zu a su sobrino y cuando Shang-Chi solicita su guía para detener a Shi-Hua y su ejército de jiangshi, Yi en cambio le dice que deje de huir de su familia, advirtiéndole que perderlos le haría perder el rumbo, como su padre. Cuando Shang-Chi y Shi-Hua son llevados a un plano astral donde reviven los recuerdos de Shi-Hua de su dura educación en Rusia, una visión de Zheng Zu los ataca. Shang-Chi es capaz de luchar y contener a Zu. Revivir sus recuerdos y la revelación de Shang-Chi de su padre le permite a Shi-Hua renunciar a Zu. Cuando Shang-Chi es nombrado nuevo Comandante Supremo de la Sociedad de las Cinco Armas, el espíritu de Zheng Zu lo felicita y le dice que está destinado a volverse como él.
Mientras está encarcelado en la mazmorra del Palacio de Jade en Ta Lo, el espíritu de Zheng Zu visita a Shang-Chi para convencerlo de tomar los Diez Anillos para detener a Xin, quien secuestró a Jiang Li (quien fue liberado de la Zona Negativa por Shang-Chi) y planea Xin, con el poder de una máscara taotie creada a partir de la sangre de Shang-Chi y la mano cortada de Shi-Hua, llega a la mazmorra para destruir el linaje Zheng de una vez por todas. La bóveda del Emperador de Jade que contiene los Diez Anillos, poniéndoselos para salvar a sus hermanos de su abuelo. Mientras lucha contra Xin, Shang-Chi se da cuenta de que el espíritu de Zu estaba influyendo en sus pensamientos, haciéndolo más despiadado y sanguinario. Shang-Chi duda cuando Zu le ordena que lo haga. matar a Xin, lo que le permite a Xin reclamar seis de los Diez Anillos de Shang-Chi y derrotarlo a él y a sus hermanos. Shang-Chi lucha contra Xin nuevamente en la Nueva Casa de la Mano Mortal en la ciudad de Nueva York, pero pierde los Anillos restantes. El fantasma de Zu dice su hijo que su miedo de convertirse en su padre fue la razón por la que Shang-Chi no pudo manejar los Diez Anillos y lo insta a abrazar su linaje Zheng para salvar a su familia y su hogar. Sin otra opción, Shang-Chi cede a sus oscuros deseos, reclamando todo los Diez Anillos de Xin y desbloqueando todo su potencial, dándole una apariencia y personalidad similar a la de Zu. Bajo la influencia de su padre, Shang-Chi pudo derrotar fácilmente a Xin y sus Qilin Riders, usando los Diez Anillos para destruir sus máscaras taotie. Antes de que un corrupto Shang-Chi pudiera ejecutar a Xin, Jiang Li y sus hermanos lo disuadieron. Shang-Chi vuelve en sí y perdona a Xin, lo que hace que el espíritu de Zu lo denuncie como un cobarde antes de desaparecer.

## Poderes y habilidades
Zheng Zu es un genio en todos los campos del conocimiento. Es un habilidoso médico y cirujano, donde ha cultivado varias enfermedades y virus para usar contra sus enemigos.
Zheng Zu es un maestro del disfraz y puede pasar por cualquier miembro de la raza humana, mientras habla en sus idiomas sin ningún acento discernible.
Zheng Zu es un maestro del combate sin armas.
Puede hipnotizar a la gente con sus ojos al punto en que pocos hombres podrían mirarlo a los ojos sin caer bajo su control.
Con la revelación de su verdadera identidad como el antiguo hechicero Zheng Zu, es un maestro en las artes místicas y ha descubierto los medios para la inmortalidad.

## Otras versiones

### Secret Wars(2015)
En Secret Wars, Zheng Zu es el emperador que reinó durante mucho tiempo en la región de K'un-Lun de Battleworld inspirada en wuxia. En esta continuidad, su semejanza y habilidades se basan en el Mandarín, y es conocido como el Maestro de los Diez Anillos, una escuela de artes marciales que utiliza poderes y técnicas místicas basadas en los poderes de los 10 anillos del Mandarín de la continuidad principal. También es el padre de Shang-Chi, quien es buscado por el asesinato de Lord Tuan, el maestro de la escuela Iron Fist, el principal rival de la escuela Diez Anillos. Más tarde se revela que Zu envió a su asesino, Red Sai de la escuela Mano Roja, para asesinar a Tuan, pero finalmente fracasó. Para salvar a su amante ya sus estudiantes de la ira del Emperador, Shang-Chi mató a Tuan; Zu hizo que su hijo fuera implicado y exiliado por el asesinato para encubrir su propia participación. En representación de la escuela de los Diez Anillos, el Emperador Zu organiza un torneo que se celebra cada 13 años para decidir quién debería ser el próximo gobernante de K'un-Lun, una posición que ha ganado durante 100 años. Cuando Shang-Chi regresa de su exilio para representar a su propia escuela, la Casta más baja, Zu le permite participar, pero altera las reglas para que Shang-Chi tenga que derrotar a todos los representantes antes de enfrentarse a él en las Trece Cámaras. Durante su pelea, Zu intenta matar a su hijo con la técnica toque espectral, solo para que el movimiento lo atravesara, debido a que Shang-Chi había aprendido cómo volverse intangible. Shang-Chi procede a usar nueve de las 10 técnicas contra su padre y finalmente lo derrota con el Ojo de Gorgon, que lo convierte en piedra. Con la derrota de Zu, Shang-Chi se convierte en el nuevo emperador de K'un-Lun.

## En otros medios
En la película de acción real de Universo cinematográfico de Marvel: Fase Cuatro: Shang-Chi y la leyenda de los Diez Anillos (2021), Tony Leung Chiu-wai interpreta al personaje Xu Wenwu,  es un personaje compuesto parcialmente inspirado en Zheng Zu y parcialmente inspirado en el Mandarín, como el padre de Shang-Chi. El personaje fue mencionado anteriormente en la trilogía de Iron Man y All Hail the King.